# Административное деление СССР на 1 января 1927 года

## СССР. 1 января 1927 года
СССР делился на республики
- общее число союзных республик — 6
- общее число основных республик ЗСФСР — 3
- общее число автономных республик — 16
- общее число автономных областей — 17
- общее число губерний — 38 (-9)
- общее число краёв — 3
- общее число областей — 1
- общее число округов — 124 (+10)
- общее число автономных округов — 2

Губернии делились на уезды. Края, области и округа — на районы.
- общее число уездов — 419
- общее число районов — 1 641

Уезды делились на волости
- общее число волостей — 4 117
- общее число городов — 709
- столица СССР — город Москва
- образованы:

1. 1.     1. Киргизская АССР (1 февраля 1926 года) из Киргизской АО

- список республик:

1. РСФСР (г. Москва)
  1.     1. Башкирская АССР (г. Уфа)
    2. Бурят-Монгольская АССР (г. Верхнеудинск)
    3. Дагестанская АССР (г. Петровск-Порт)
    4. Казахская АССР (г. Кзыл-Орда)
    5. Карельская АССР (г. Петрозаводск)
    6. Киргизская АССР (г. Фрунзе)
    7. Крымская АССР (г. Симферополь)
    8. АССР Немцев Поволжья (г. Поволжск)
    9. Татарская АССР (г. Казань)
    10. Чувашская АССР (г. Чебоксары)
    11. Якутская АССР (г. Якутск)
2. Украинская ССР (г. Харьков)
  1.     1. Молдавская АССР (г. Балта)
3. Белорусская ССР (г. Минск)
4. ЗСФСР (г. Тифлис)
  1. Азербайджанская ССР (г. Баку)
    1. Нахичеванская АССР (г. Нахичевань)

  2. Армянская ССР (г. Эривань)
  3. Грузинская ССР (г. Тифлис)
    1. Абхазская АССР (г. Сухум)
    2. Аджарская АССР (г. Батум)
5. Туркменская ССР (г. Полторацк)
6. Узбекская ССР (г. Самарканд)
  1.     1. Таджикская АССР (г. Дюшамбе)